# Tyson Gay
Tyson  Gay (Lexington, Kentucky; 9 de agosto de 1982) es un atleta estadounidense, especialista en carreras de velocidad.

## Biografía
Tyson estudió en el Instituto Senior Lafayette, en Lexington, Kentucky donde comenzó a despuntar como gran velocista, ganando varios títulos estatales.
Compitiendo en la Universidad de Arkansas, en 2004 se impuso en la prueba de los 100 metros lisos de los Campeonatos Universitarios al aire libre. 
En el año 2005 pasó a centrarse en el evento de los 200 metros lisos, estableciendo una marca personal de 19,93 segundos. Dicha marca le situó segundo en el ranking mundial de la temporada, por detrás de su compatriota, y compañero de entrenamientos, Wallace Spearmon. Con esos buenos resultados compitió en los campeonatos mundiales de atletismo de 2005 en Helsinki, quedando cuarto en los 200 metros, por detrás de otros tres estadounidenses. También formó parte del equipo de 4 x 100 de Estados Unidos en los mundiales, pero una mala entrega del relevo de uno de sus compañeros provocaron la descalificación del equipo. Tyson Gay rebajo su marca personal a 9,69 2° mejor marca mundial del año.
Durante el año 2006 Gay mejoró sus tiempos en ambas pruebas de velocidad. En el mes de julio bajó su marca de los 200 metros hasta los 19,70 segundos, en el Gran Premio de Lausana de la IAAF, en Suiza. Gay terminó la carrera en segundo lugar, tras Xavier Carter. En mes después, también en Suiza, en la ciudad de Zúrich, Gay estableció un tiempo de 9,84 segundos en los 100 metros lisos, quedando segundo tras Asafa Powell, en la carrera en que el Jamaicano igualó su propio récord mundial de 9,77.
En el mes de septiembre del mismo año, volvió a bajar su mejor tiempo de los 200 metros en Stuttgart, Alemania. Gay empató la carrera con Frank Fredericks, en un tiempo de 19,68 segundos. Al acabar 2006 Gay estaba situado segundo en los rankings mundiales de los 100 y los 200 metros lisos, y cuarto en las listas de atletas de todos los tiempos en dichas pruebas.
Al comienzo de la temporada 2007 realizó dos carreras de 100 metros con tiempos importantes, pero las marcas no fueron válidas oficialmente por ser realizadas con excesivo viento a favor. La primera de ellas la hizo en 9,79 en California y la segunda en 9,76 (una centésima por debajo del récord del mundo oficial). Tras la suspensión por dopaje de Justin Gatlin, Tyson Gay fue considerado el principal candidato para batir a Asafa Powell y tratar de rebajar su récord del mundo.
El 22 de junio, durante los campeonatos estadounidenses en Indianápolis, Gay ganó la prueba de los 100 metros con un tiempo de 9,84 segundos, siendo la segunda carrera más rápida de la historia con viento en contra. Dos días más tarde, también se impuso en los 200 metros, con un tiempo de 19,62, convirtiéndose en el segundo atleta más rápido de la historia en la prueba, tras Michael Johnson.

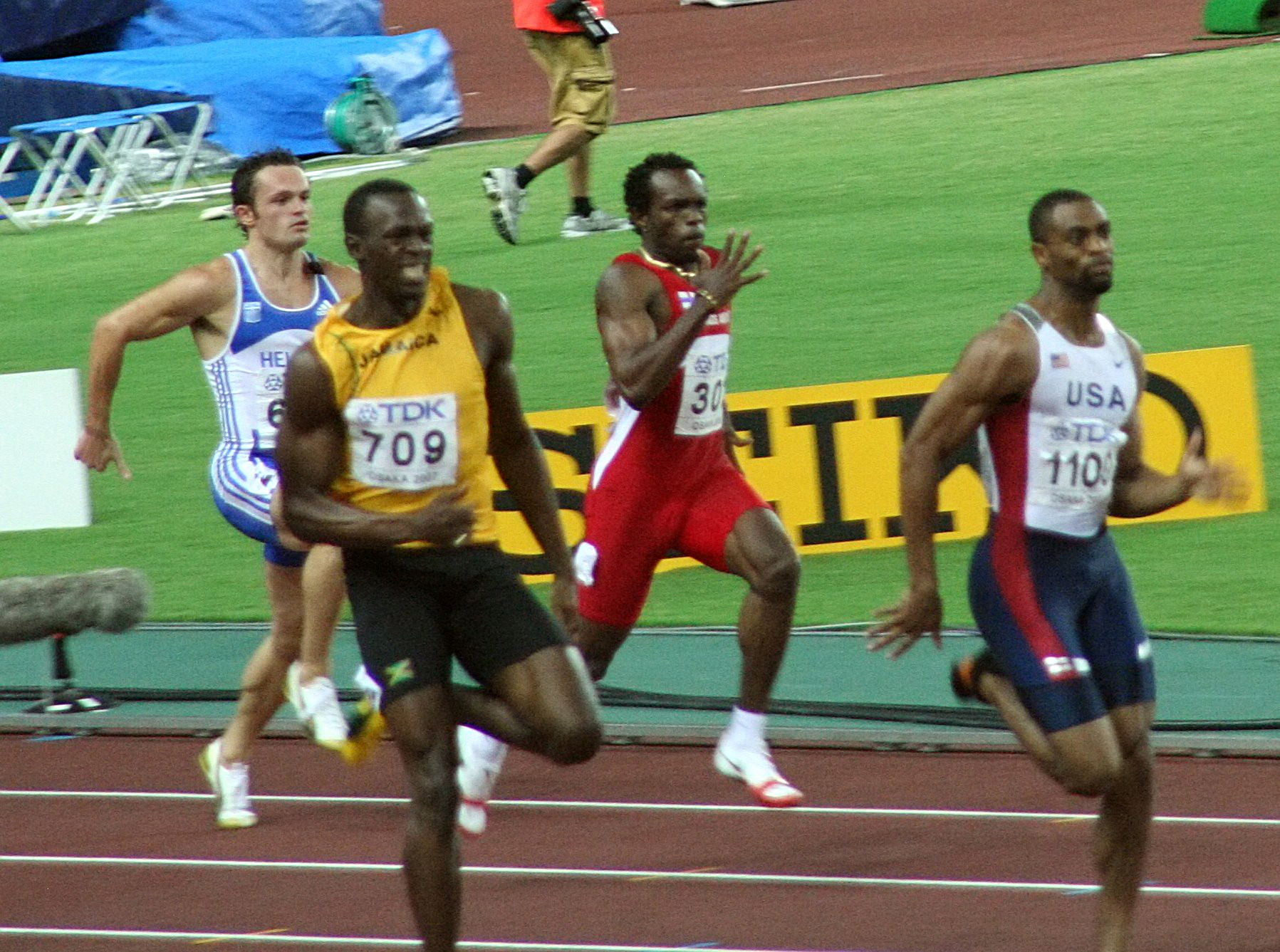
Tyson Gay, a la derecha de la imagen, imponiéndose en la final de los 200 metros lisos al jamaicano Usain Bolt, en Osaka 2007.

En el mes de agosto, Gay acudió al Campeonato Mundial de Atletismo de 2007, en la ciudad japonesa de Osaka, encabezando el ranking mundial de las dos pruebas cortas de velocidad. En la final de los 100 metros lisos se impuso al plusmarquista mundial, Asafa Powell, con un tiempo de 9,85. Cuatro días después también se impondría en la prueba de los 200 metros, estableciendo un nuevo récord de los campeonatos con sus 19,76 segundos. Gay se convertía así en el tercer atleta en proclamarse campeón del mundo de los 100 y 200 metros en un mismo campeonato, tras Maurice Greene y Justin Gatlin. Los campeonatos terminarían para él sumando un tercer oro, tras formar parte del equipo estadounidense que se impuso en el evento del 4 x 100 metros. Con dicha medalla también pasaba a engrosar el grupo de atletas con tres oros en un mismo campeonato del mundo, junto a Carl Lewis, Michael Johnson y Maurice Greene. Un día después, Allyson Felix también lograría su tercer oro en los mismos campeonatos.
Casi un año después, el 28 de junio de 2008, en los cuartos de final de las pruebas de selección de atletas estadounidenses para los Juegos Olímpicos de Pekín 2008, Gay estableció un tiempo de 9,77 segundos en la prueba de 100 metros lisos. La marca era la tercera más baja de la historia, y significó un nuevo récord de los Estados Unidos, dos centésimas por debajo de los 9,79 logrados por Maurice Green en 1999.

## Dopaje
El 14 de julio de 2013, Gay reconoció que había dado positivo por una sustancia prohibida que no quiso revelar. La Agencia Antidopaje de Estados Unidos (USADA), notificó al atleta la noticia un par de días antes de que reconociera su positivo. El positivo había sido en un control fuera de competición realizado el pasado 16 de septiembre de ese mismo año.

## Marcas personales
| Evento     | Tiempo | Viento   | Lugar                      | Fecha                    |
| ---------- | ------ | -------- | -------------------------- | ------------------------ |
| 100 metros | 9,69   | +2,0 m/s | Shanghái, China            | 20 de septiembre de 2009 |
| 200 metros | 19,58  | +1,3 m/s | Nueva York, Estados Unidos | 30 de mayo de 2009       |